# Alte Liebe – Neues Glück
Alte Liebe – Neues Glück ist ein österreichischer Fernsehfilm von Peter Weck aus dem Jahr 1996.

## Handlung
Zum Unmut des Ministers wird der Beamte Martin Geiger zum Hofrat befördert. Einst hatte Martin dem Minister den Zuschuss zu einer Villa verwehrt, nimmt er doch seine Arbeit als Kurator in der Denkmalschutzbehörde ernst. Auch Gräfin Chiari spricht seit längerem vergeblich bei ihm vor. Obwohl sie einen Antrag gestellt hat, dass die Sanierung ihres Schlosses von der Behörde finanziert wird, lehnt Martin ab. Das Schloss sei ruinös und habe keinen Denkmalwert. Die Gräfin kehrt enttäuscht in ihren Wohnort Spitz an der Donau zurück und widmet sich ihrem Hobby, dem Hundemalen. Im Schloss wird sie von Mariandl besucht, die sich mal wieder mit ihrer Mutter Marianne gestritten hat. Zum einen hat Mariandl kein Interesse am Weinbau, soll jedoch die Weinbauschule besuchen, da ihre Mutter ihre künstlerischen Versuche nicht ernst nimmt und einem Besuch der Kunsthochschule in Wien nicht zustimmt. Zudem wuchs Mariandl ohne Vater auf und Marianne geht jedem Gespräch über die Identität des Vaters aus dem Weg. Nachdem Mariandl sie mal wieder bedrängt hat, erfindet Marianne einen Vater. Er heiße Martin Käfer und lebte einst in Berlin. Er sei jedoch bei einem Autounfall ums Leben gekommen. In Wirklichkeit ist Mariandl das Kind von Martin Geiger, der vor rund 22 Jahren im Sommer eine vierwöchige Affäre mit Marianne hatte. Zwar schrieb sie ihm damals einen Brief, in dem sie ihm von der Schwangerschaft berichtete, doch antwortete Martin nie. Marianne ahnt nicht, dass Martin den Brief damals nicht erhalten hat.
Als Mariandl von Chiaris vergeblichen Besuchen bei der Denkmalbehörde hört, begibt sie sich selbst nach Wien und steht bald vor Martin. Er erkennt an ihrem Namen, dass sie Mariannes Tochter sein muss. Als sie ihm ihr Alter verrät, wird ihm klar, dass seine Tochter vor ihm sitzt. Sofort zeigt er sich bereit, Chiaris Antrag zur Sanierung des Schlosses erneut zu prüfen. Er ermuntert Mariandl auch, sich bei der Kunsthochschule zu bewerben, nachdem sie ihn eine Mappe mit Bildern gezeigt hat. Spontan fährt Martin nach Spitz, wo er auf Marianne trifft. Sie bittet ihn, Mariandl nichts von der Vaterschaft zu erzählen. Als Martin ablehnt, wirft sie ihm vor, all die Jahre nicht für sie da gewesen zu sein und auch auf ihren Brief, in dem sie ihm von der Schwangerschaft geschrieben hatte, nicht reagiert zu haben. Sie zählt auf, was sie alles allein mit Mariandl durchgemacht hat und Martin stimmt erschüttert zu, seine Vaterschaft zu verschweigen. Als Mariandl ihn später in Spitz trifft, ist sie begeistert, glaubt sie doch, er sei wegen Chiaris Antrag gekommen. Gräfin Chiari wiederum glaubt, Martin habe seine Meinung geändert, weil er sich in Mariandl verliebt hat. Sie lehnt eine Sanierung des Schlosses nun ab.
Als Mariandl erfährt, dass Martin wegen einer Konferenz direkt nach Berlin fahren werde, bittet sie ihn, mitgenommen zu werden. Sie erzählt Martin, dass in Berlin ihr Vater gelebt habe. Sie will sich auf die Suche nach Verwandten machen und Martin stimmt dem Ansinnen vor Marianne besonders erfreut zu. Tatsächlich findet Mariandl in Berlin eine Familie, auf die alle erfundenen Angaben Mariannes passen. Sie glaubt, ihren Vater gefunden zu haben und erhält ein Bild des echten Martin Käfer. Zurück in Spitz reagiert Marianne harsch und zerreißt das Bild, hat sie den Mann doch noch nie zuvor gesehen. Mariandl wird wütend, weil ihre Mutter sie belogen hat. Marianne verspricht, ihr bei einem Essen in einem Restaurant die Wahrheit zu sagen. Beim Mehrgängemenü bringt Marianne es zwar fertig, Mariandl zu beichten, dass ihr Vater noch lebt, kann sich jedoch nicht überwinden, den Namen auszusprechen. Bevor es zum Bruch zwischen Mutter und Tochter kommt, erscheint plötzlich Martin. Er hatte in den Sachen seiner inzwischen im Altersheim lebenden Mutter nach dem Brief gesucht, den Marianne ihm damals geschrieben haben soll. Tatsächlich fand er den Umschlag in einem Geheimfach ihres Schreibtisches. Seine Mutter gestand, den Brief damals vernichtet zu haben. Er hätte Martin von der Schwangerschaft Mariannes unterrichtet. Nun kann Martin Marianne erklären, warum er damals nicht reagiert hat. Er bittet sie, ihm zu verzeihen, und Mariandl erkennt, dass Martin ihr Vater ist. Überglücklich fällt sie ihren Eltern um den Hals.
Wenig später hat der Minister erneut Grund zum Schmollen. Nicht nur muss er Hofrat Geiger vorschriftsmäßig zum 60. Geburtstag gratulieren, sondern auch zu seiner Hochzeit mit Marianne.

## Produktion
Alte Liebe – Neues Glück entstand nach dem Bühnenstück Der Hofrat Geiger von Martin Costa. Die Kostüme schuf Heike Stemmler, die Ausstattung stammt von Fritz Hollergschwandtner. Otto Tausig singt im Film das Wachauer Hauerlied und Peter Weck Ich trag im Herzen drin.
Der Film lief 1996 auf ORF im österreichischen Fernsehen und wurde am 17. April 2004 auf dem Ersten erstmals im deutschen Fernsehen gezeigt.

## Kritik
Der film-dienst nannte Alte Liebe – Neues Glück ein „biederes (Fernseh-)Remake des Wiener Lustspiels Mariandl, das schon angestaubt genug wirkte, hier aber noch übertroffen wird.“
Prisma sah ein „liebevoll modernisierte Remake des Lustspiel-Klassikers "Mariandl"“. Für TV Spielfilm war Alte Liebe – Neues Glück eine „Biedermeierliche Neuauflage des 1947er-Kitsches „Der Hofrat Geiger““ Fazit: „Dramolett vom Fernsehfließband.“